# Charitopes granulosus
Charitopes granulosus là một loài tò vò trong họ Ichneumonidae.